# Calexico (Kalifornia)
Calexico város az USA Kalifornia államában, Imperial megyében. Lakosainak száma 38 633 fő (2020. április 1.).

## Népesség
A település népességének változása:

| 2010 | 38 572 |
| 2020 | 38 633 |